# Stathouder
 (mai 2017).
Si vous disposez d'ouvrages ou d'articles de référence ou si vous connaissez des sites web de qualité traitant du thème abordé ici, merci de compléter l'article en donnant les références utiles à sa vérifiabilité et en les liant à la section « Notes et références ».
Le stathoudérat (du néerlandais stadhouder, mot-à-mot « lieu-tenant », qui équivaut au statthalter, ou gouverneur général en Allemagne) est une fonction politique et militaire médiévale dans les anciens Pays-Bas,. Le stathouder connaît aux XVIe et XVIIe siècles une modification importante de son rôle avec le déclenchement de la guerre de Quatre-Vingts Ans, la sécession des Pays-Bas espagnols et l'accession à l’indépendance des Provinces-Unies. Dans l’histoire de la République néerlandaise, les fonctions et l’autorité du (ou des) stathouders continuèrent de fluctuer grandement selon les circonstances politiques internes et externes. On remarque cependant deux constantes dans l’attribution du stathoudérat durant cette dernière période : l’hérédité de fait en faveur de la maison d'Orange-Nassau et la sujétion de cette attribution aux états généraux des Provinces-Unies.

## Origines
La fonction de stathouder prit de l’importance dans les Flandres avec l’unification de la région peu à peu imposée par les ducs de Bourgogne. Faute de pouvoir être présent partout et malgré l’itinérance de la cour, le souverain nommait en effet dans les provinces des lieutenants, équivalents des gouverneurs généraux du royaume de France, pour le représenter en son absence. L’extinction de la lignée mâle des ducs de Bourgogne et le mariage de Marie, la fille du Téméraire, à l'archiduc et plus tard empereur Maximilien renforça cette nécessité. Maximilien, comme plus tard son petit-fils Charles Quint, avait à gérer des territoires éparpillés et distants et n’avait que rarement l’occasion de se trouver dans les Flandres. Outre un gouverneur général pour l’ensemble des Pays-Bas, le souverain nommait donc des gouverneurs pour les différentes provinces.
Sous Charles Quint, la tendance se renforça. Les gouverneurs, dans le Sud, nommés dans le Nord stadhouders ou stadholders, furent systématiquement choisis dans l’aristocratie, en particulier parmi les chevaliers de la Toison d'or. Les familles de Croÿ, d’Egmont ou de Bourgogne-Beveren furent ainsi régulièrement pourvues en gouvernements. Il y eut également une tendance au regroupement des provinces, afin de créer des entités cohérentes et suffisamment massives. En 1547, en partant des Pays-Bas pour l’Allemagne, l’empereur nomma ainsi son parent Adolphe de Bourgogne, seigneur de Beveren et amiral de la mer, stadhouder pour la Zélande, la Hollande et Utrecht, tandis que le comte de Buren était investi des gouvernements de Frise, Groningue et Overyssel.
Cet état de fait se poursuivit dans les premières phases de la guerre de Quatre-Vingts Ans. Le prince d'Orange, stathouder de Hollande, Zélande et Utrecht depuis 1559 (date à laquelle il avait été nommé à ce poste par Philippe II d'Espagne) finit néanmoins par être investi du gouvernement sur la majorité des provinces sécessionnistes.

## Aux Provinces-Unies
Dans la république des Provinces-Unies, la souveraineté était exercée par les États généraux des Provinces-Unies, formés de délégués des États des différentes provinces, dont les membres étaient désignés par cooptation ou par les villes.
Le secrétaire des États de chaque province avait le titre de pensionnaire des États. Seul le pensionnaire de Hollande, la province qui dominait la république, était considéré par les puissances étrangères comme un interlocuteur valable. L'usage diplomatique lui donnait donc le nom de « grand-pensionnaire », qui n'avait en fait aucune existence légale[réf. nécessaire]. Face à ce chef de l'administration provinciale, plusieurs chefs militaires étaient chargés de l'armée : les stathouders grands-pensionnaires et les stadhouders s'opposèrent pendant toute l'histoire des Provinces-Unies pour contrôler la réalité du pouvoir, les uns ayant pour eux la légitimité des lois, les autres la puissance que leur donnait la direction des armées.
Dès le début de la guerre de Quatre-Vingts Ans, mais plus encore avec l'acte de La Haye, la fonction de représentation du stathoudérat était vidée de son sens : les provinces s'étaient défaites de leur souverain et s'avérèrent incapables d'en trouver un nouveau. En revanche, l'état de guerre permanent et les incursions continuelles des Espagnols rendaient nécessaire le maintien des fonctions militaires des anciens capitaines généraux. 
Après l'échec du duc d'Anjou en 1582, la maison d'Orange-Nassau tenta d'établir son monopole sur cette fonction. Guillaume le Taciturne, pourtant nommé en 1559 par Philippe II stathouder de trois provinces, fut rappelé à ces fonctions par les insurgés contre le marquis de la Vère ; il avait fait nommer son frère aîné Jean VI de Nassau-Dillenbourg stathouder de Gueldre en 1578. Son fils Maurice d'Orange-Nassau poursuivit son entreprise en étant reconnu comme tel par quatre des sept provinces, les trois autres échéant à son cousin le comte Guillaume-Louis de Nassau-Siegen, fils de Jean VI. En 1595, toutes les provinces avaient à leur tête un stathouder de la maison de Nassau. Cumulant les charges de capitaines et d’amiraux généraux des diverses provinces, elle semblait à la tête de la république. Se forma en réaction un parti « bourgeois », très fermement opposé à cette confiscation du pouvoir qui lui rappelait par trop la monarchie, considérée comme nécessairement tyrannique depuis la révolte. Arguant des dérives monarchiques du stathoudérat, cette alliance obtint sa suspension à la mort de Guillaume II d'Orange-Nassau. Les grands-pensionnaires avaient les mains libres pour une vingtaine d'années.
C’est la campagne éclair de Louis XIV contre les Pays-Bas (1672) qui bouleversa cet équilibre fragile. Incapable de faire face à l'avancée des Français, seulement arrêtés par l'ouverture des digues qui transformait la Hollande en île, le grand-pensionnaire Johan de Witt fut lynché par la foule et le stathoudérat rétabli au profit de Guillaume III d'Orange-Nassau. 
De nouveau supprimé à la mort de celui-ci en 1702, le stathoudérat fut rétabli en 1747 avec Guillaume IV d'Orange-Nassau. Nouveauté importante et significative, ce « second stadhoudérat » concernait non plus les provinces indépendamment les unes des autres, mais l'ensemble de la république. Il était pour cela qualifié de stadhoudérat général. La fiction des Provinces-Unies, alliance de pays ayant déchu leur prince commun et assumant ses fonctions par le biais de ses conseils réunis dans les États, était balayée. À la mort de Guillaume IV en 1751, son fils Guillaume V, alors âgé seulement de 3 ans, lui succéda (régence de Brunswick). 
Face aux troubles des patriotes bataves, il fut une première fois démis de ses fonctions en 1786, puis rétabli en 1787, avant d'être renversé en 1795 par les armées de la France révolutionnaire, au profit de la République batave.

## Liste des stathouders des Pays-Bas bourguignons et espagnols puis des Provinces-Unies

### Stathouders de Hollande, Zélande et Utrecht
Dès la maison de Bavière, le comte se faisait représenter en Hollande par un lieutenant pendant ses séjours en Hainaut. 
| Portrait | Nom                                                                 | Durée d'exercice de la charge | Notes | Armoiries |
| --- | ------------------------------------------------------------------- | ----------------------------- | --- | --------- |
| | Vranck van Borselen (c.1395-1470)                                   | 1428-1432                     | Seigneur de Voorne et Maartensdijk, chevalier de la Toison d'or. Roland d'Uytkercke est mentionné stathouder de Hollande entre 1428 et 1430 et auparavant, Jean II de Montfoort l'est aussi pour les années 1425-26.                                                                      |           |
| En 1433, Philippe le Bon est proclamé comte de Hollande, de Zélande et de Hainaut. |                                                                     |                               | |           |
| | Hugues de Lannoy (1384-1456)                                        | 1433-1440                     | Seigneur de Santes, grand maître des arbalétriers, membre fondateur de l'ordre de la Toison d'or |           |
| | Guillaume de Lalaing (1410-1493)                                    | 1440-1445                     | Seigneur de Lalaing, Bugnicourt, Fressin et Hordain, Grand-Bailli de Hainaut (1427-1434), Sénéchal d'Ostrevant |           |
| | Gossuin de Wilde (nl)                                               | 1445-1448                     | |           |
| | Jean de Lannoy (†1475)                                              | 1448-1462                     | Seigneur de Lannoy, membre fondateur de l'ordre de la Toison d'or |           |
| | Louis de Bruges (1422 - 24 novembre 1492)                           | 1462-1477                     | Seigneur de Gruuthuse, prince de Steenhuyse, comte d'Udony, seigneur d’Oostkamp, Avelgem, Hamstede, Beveren, Tielt ter Hove, Espierres, chevalier de la Toison d'Or |           |
| | Wolfert VI van Borssele (c.1433 - 29 avril 1486)                    | 1477-1480                     | Seigneur de Vère en Hollande et comte de Boucan en Écosse, amiral des Pays-Bas, maréchal de France, chevalier de la Toison d'Or |           |
| | Josse de Lalaing (c.1437 - 5 août 1483)                             | 1480-1483                     | Seigneur de Montigny, amiral des Pays-Bas, chevalier de la Toison d'Or |           |
| | Jean III d'Egmond (3 avril 1438 - 21 août 1516)                     | 1483-1515                     | Comte d'Egmont, seigneur de Baer, Lathum, Hoogwoude et Aarstwoude, chevalier de la Toison d'Or |           |
| | Henri III de Nassau-Breda (12 janvier 1483 - 14 septembre 1538)     | 1515-1521                     | Comte de Nassau et Vianden, seigneur de Breda, de Lek et d'Asse, chevalier de la Toison d'Or |           |
| | Antoine Ier de Lalaing (1480 - 11 avril 1540)                       | 1522-1540                     | Comte de Hoogstraten, seigneur de Montigny et d'Estrée, chef des finances des Pays-Bas, chevalier de la Toison d'Or |           |
| En 1528, la temporalité d'Utrecht est cédée par l'évêque à Charles Quint. La partie située à l'ouest du Zuiderzee forme la province d'Utrecht, tandis que le reste, forme la terre de Drenthe et la seigneurie d'Overijssel. Pour parer aux attaques du duc Charles de Gueldre qui occupe les deux dernières, l'empereur rattache la province d'Utrecht au gouvernement d'Antoine de Lalaing. Ce regroupement des comtés de Hollande et de Zélande avec la province d'Utrecht restera un noyau stable du pouvoir dans le Nord des Pays-Bas. |                                                                     |                               | |           |
| | René de Chalon (5 février 1519 - 18 juillet 1544)                   | 1540-1544                     | Prince d'Orange, comte de Nassau et Vianden, seigneur de Nozeroy, de Breda, etc., chevalier de la Toison d'or |           |
| | Louis de Flandres (25 octobre 1488 - 20 décembre 1556)              | 1544-1546                     | Seigneur de Praet, conseiller d’État, chef des finances, chevalier de la Toison d'or |           |
| | Maximilien II de Bourgogne-Beveren (28 juillet 1514 - 4 juin 1558)  | 1547-1558                     | Marquis de la Vère, seigneur de Beveren, amiral de la mer, chevalier de la Toison d'or |           |
| | Guillaume Ier d'Orange-Nassau (24 avril 1533 - 10 juillet 1584)     | 1559-1567                     | Prince d'Orange, comte de Nassau et Vianden, seigneur de Nozeroy, de Breda, etc., conseiller d’État, chevalier de la Toison d'or. Première nomination (par Philippe II d’Espagne). | .         |
| | Maximilien de Hennin (1542 - 21 décembre 1578)                      | 1567-1573                     | Marquis de la Vère, comte de Boussu, seigneur de Beveren, chevalier de la Toison d'or. | .         |
| | Philippe de Noircarmes (c.1530 - 5 mars 1574)                       | 1573-1574                     | Seigneur de Noircarmes, chevalier de la Toison d'or. Il est nommé par Philippe II mais n'est jamais reçu sur place. |           |
| | Gilles de Berlaymont (c.1540 - 18 juin 1579)                        | 1574-1579                     | Baron de Hierges, aussi gouverneur de Drenthe, Frise, Groningue et Overijssel (1572-1573), de Gueldre (1572-1577), d'Artois et de Namur (1578-1579). Il est nommé par Philippe II mais n'a jamais exercé effectivement sa charge dans les provinces de Hollande, de Zélande et d'Utrecht. |           |
| En 1581, les provinces de Hollande, de Zélande et d'Utrecht souscrivent à l'acte de La Haye et proclament la déchéance de Philippe II d’Espagne. Guillaume d'Orange est formellement investi du gouvernement par les États des trois provinces et assume les fonctions de stathouder, sans plus en référer au roi. |                                                                     |                               | |           |
| | Guillaume Ier d'Orange-Nassau (24 avril 1533 - 10 juillet 1584)     | 1572/1581-1584                | Prince d'Orange, comte de Nassau et Vianden, seigneur de Nozeroy, de Breda, etc. Il exerce de facto les fonctions de stathouder de Hollande, Zélande et Utrecht à partir de 1572. Devient aussi stathouder de Frise et Overyssel.                                                         |           |
| | Maurice de Nassau (14 novembre 1567 - 23 avril 1625)                | 1584-1625                     | Fils de Guillaume Ier d'Orange-Nassau. Stathouder de Hollande, Zélande et Frise, puis aussi d'Utrecht, Gueldre et Overyssel. Il fut stadhouder d'Utrecht seulement à partir de 1589, en succession d'Adolphe van Nieuwenaar.                                                              |           |
| | Frédéric-Henri d'Orange-Nassau (29 janvier 1584 - 14 mars 1647)     | 1625-1647                     | Demi-frère de Maurice de Nassau. Stathouder de Hollande, Zélande, Utrecht, Frise, Gueldre, et Overyssel, puis aussi de Drenthe. |           |
| | Guillaume II d'Orange-Nassau (27 mai 1626 - 6 novembre 1650)        | 1647-1650                     | Fils de Frédéric-Henri d'Orange-Nassau. Stathouder de Hollande, Zélande, Utrecht, Gueldre, Frise, Drenthe et Overyssel. |           |
| Première période sans stathouder (1650-1672) : L'homme fort des Pays-Bas est le grand-pensionnaire Johan de Witt. |                                                                     |                               | |           |
| | Guillaume III d'Orange-Nassau (14 novembre 1650 - 8 mars 1702)      | 1672-1702                     | Fils posthume de Guillaume II d'Orange-Nassau, roi d'Angleterre et d'Écosse par son mariage avec Marie II. Stathouder de Hollande, Zélande et Utrecht puis aussi de Gueldre et d'Overyssel, aussi roi d'Angleterre, d'Écosse et d'Irlande.                                                |           |
| Seconde période sans stathouder : oligarchie et suppression de la fonction de stathouder de 1702 à 1747. |                                                                     |                               | |           |
| | Guillaume IV d'Orange-Nassau (1er septembre 1711 – 22 octobre 1751) | 1747-1751                     | Fils de Jean-Guillaume-Friso d'Orange. Stathouder de Frise, Groninge, Gueldre et Drenther puis aussi de Hollande, Zélande, Utrecht et Overyssel. Stathouder général des Provinces-Unies à partir de 1747.                                                                                 |           |
| | Guillaume V d'Orange-Nassau (8 mars 1748 - 9 avril 1806)            | 1751-1795                     | Fils de Guillaume IV d'Orange-Nassau. Stathouder général des Provinces-Unies. |           |
| République batave (occupation française) (1795-1806) |                                                                     |                               | |           |

### Stadhouders de Drenthe
| Portrait | Nom                             | Durée d'exercice de la charge | Notes                                               | Armoiries |
| -------- | ------------------------------- | ----------------------------- | --------------------------------------------------- | --------- |
|          | Georges Schenck (1480-1540)     | 1521-1540                     | Seigneur de Tautenburg, chevalier de la Toison d'or |           |
|          | Maximilien d'Egmont (1509-1548) | 1540-1548                     | Comte de Buren, chevalier de la Toison d'or         |           |

### Stadhouders de Frise
La Frise, théoriquement acquise avec la Hollande, ne fit l'objet d'un gouvernement séparé qu'à partir du XVIe siècle. Exposée aux menées des ducs de Gueldre, elle fut à peu près soustraite au contrôle bourguignon pendant tout le premier quart de ce siècle. 
| Portrait | Nom                                                                    | Durée d'exercice de la charge | Notes | Armoiries |
| --- | ---------------------------------------------------------------------- | ----------------------------- | --- | --------- |
| | Floris d'Egmont (c.1470-1539)                                          | 1515-1518                     | Comte de Buren, chevalier de la Toison d'or |           |
| Occupation de la Frise par Charles d'Egmont, duc de Gueldre |                                                                        |                               | |           |
| | Jan II van Wassenaer (1483-1523)                                       | 1516-1523                     | Seigneur de Wassenaar, Vicomte de Leyde, chevalier de la Toison d'or |           |
| | Wilhelm von Roggendorf (1481-1541)                                     | 1517-1520                     | |           |
| | Georges Schenck (1480-1540)                                            | 1521-1540                     | Seigneur de Tautenburg, chevalier de la Toison d'or |           |
| | Maximilien d'Egmont (1509-1548)                                        | 1540-1548                     | Comte de Buren, chevalier de la Toison d'or |           |
| | Jean de Ligne (1525-1568)                                              | 1559-1568                     | Comte d'Arenberg, baron de Barbençon, chevalier de la Toison d'or |           |
| | Charles de Brimeu (1524 - 7 janvier 1572)                              | 1568-1572                     | comte de Meghem, seigneur d'Humbercourt, maréchal de Brabant, chevalier de la Toison d'Or |           |
| | Gilles de Berlaymont (c.1545-18 juin 1579)                             | 1572-1574                     | Baron de Hierges, aussi gouverneur de Hollande, de Zélande et d'Utrecht. (1574-1579), de Gueldre (1572-1577), d'Artois et de Namur (1578-1579).                                                          |           |
| | Caspar de Robles (1527-5 avril 1585)                                   | 1574-1576                     | Baron de Billy |           |
| | George de Lalaing (c.1550 - 23 juillet 1581)                           | 1576-1581                     | Comte de Rennenberg. Il est désigné stathouder de Frise par les rebelles mais se réconcilie avec le roi en 1580.                                                                                         |           |
| En 1581, la Frise souscrit à l'acte de La Haye et proclame la déchéance de Philippe II d'Espagne. Guillaume d'Orange est formellement investi du gouvernement par les États de la province et assume les fonctions de Stathouder, sans plus en référer au roi. Dans le même temps, Francisco Verdugo est nommé par Philippe II. |                                                                        |                               | |           |
| | Guillaume Ier d'Orange-Nassau (24 avril 1533 - 10 juillet 1584)        | 1580-1584                     | Prince d'Orange, comte de Nassau et Vianden, seigneur de Nozeroy, de Breda, etc., conseiller d’État, chevalier de la Toison d'or. Aussi stathouder de Hollande, Zélande et Utrecht                       | .         |
| | Francisco Verdugo (1537 - 22 septembre 1595)                           | 1581-1594                     | Il est désigné stathouder de Frise par le roi et tient en partie la province jusqu'en 1594. |           |
| | Guillaume-Louis de Nassau-Dillenbourg (13 mars 1560 - 13 juillet 1620) | 1584-1620                     | Neveu de Guillaume Ier d'Orange-Nassau, comte de Nassau-Dillenbourg. | .         |
| | Ernest-Casimir de Nassau-Dietz (22 décembre 1573 - 2 juin 1632)        | 1620-1632                     | Frère cadet de Guillaume-Louis de Nassau-Dillenbourg, comte de Nassau-Dietz. Aussi stathouder de Groningue et de Drenthe.                                                                                |           |
| | Henri-Casimir de Nassau-Diez (21 janvier 1612 - 13 juillet 1640)       | 1632-1640                     | Fils aîné d'Ernest-Casimir de Nassau-Dietz. Aussi Stathouder de Groningue et de Drenthe. |           |
| | Guillaume-Frédéric de Nassau-Dietz (7 août 1613 - 31 octobre 1664)     | 1640-1664                     | Frère cadet d'Henri-Casimir de Nassau-Diez. Aussi stathouder de Groningue et de Drenthe. |           |
| | Henri-Casimir II de Nassau-Dietz (18 janvier 1657 - 25 mars 1696)      | 1664-1696                     | Fils de Guillaume-Frédéric de Nassau-Dietz. Aussi Stathouder de Groningue. |           |
| | Jean-Guillaume-Friso d'Orange (4 août 1687 - 14 juillet 1711)          | 1696-1711                     | Fils d'Henri-Casimir II de Nassau-Dietz. Aussi stathouder de Groningue. En 1702, il hérite de la principauté d'Orange.                                                                                   |           |
| | Guillaume IV d'Orange-Nassau (1er septembre 1711 – 22 octobre 1751)    | 1711-1751                     | Fils de Jean-Guillaume-Friso d'Orange. Stathouder de Frise, Groninge, Gueldre et Drenthe puis aussi de Hollande, Zélande, Utrecht et Overyssel. Stathouder général des Provinces-Unies à partir de 1747. |           |
| | Guillaume V d'Orange-Nassau (8 mars 1748 - 9 avril 1806)               | 1751-1795                     | Fils de Guillaume IV d'Orange-Nassau. Stathouder général des Provinces-Unies. |           |
| République batave (occupation française) (1795-1806) |                                                                        |                               | |           |

### Stadhouders de Groningue
| Portrait | Nom                             | Durée d'exercice de la charge | Notes                                               | Armoiries |
| -------- | ------------------------------- | ----------------------------- | --------------------------------------------------- | --------- |
|          | Georges Schenck (1480-1540)     | 1521-1540                     | Seigneur de Tautenburg, chevalier de la Toison d'or |           |
|          | Maximilien d'Egmont (1509-1548) | 1540-1548                     | Comte de Buren, chevalier de la Toison d'or         |           |

### Stadhouders de Gueldre
Achetée en 1473 par Charles le Téméraire, le domaine du duc de Gueldre ne fut jamais véritablement contrôlé avant les années 1540 en raison du caractère litigieux de cet achat. Le duché fut presque systématiquement tronqué en deux parties contrôlées par deux maîtres, l'une au sud, autour de Venloo, plutôt soumise aux maîtres de Bruxelles et une autre, autour d'Arnhem (en fait l'ancien comté de Zutphen) extrêmement rétive.
- 1473-1475, Guillaume d'Egmont
- 1475-1476, Guillaume II d'Egmont
- 1474-1477, Philippe Ier de Croÿ, comte de Chimay
- 1480-1481, Guillaume II d'Egmont
- 1481-1492, Adolphe III de Nassau-Wiesbaden-Idstein
- 1504-1505, Jean V de Nassau-Dillenbourg
- 1505-1507, Philippe de Bourgogne, évêque d'Utrecht
- 1507-1511, Florent d'Egmont, comte de Buren

Retour dans les domaines de ducs de Gueldre puis de Clèves
- 1543-1544, René de Chalon, prince d'Orange
- 1544-1555, Philippe de Lalaing,
- 1555-1560, Philippe de Montmorency, comte de Hornes
- 1560-1572, Charles de Brimeu, comte de Meghem
- 1572-1577, Gilles de Berlaymont
- 1578-1581, Jean VI de Nassau-Dillenbourg
- 1581-1583, Guillaume IV van den Bergh
- 1584-1589, Adolphe van Nieuwenaar
- 1590-1625, Maurice de Nassau
- 1625-1647, Frédéric-Henri d'Orange-Nassau
- 1647-1650, Guillaume II d'Orange-Nassau

Première période sans stathouder
- 1675-1702 Guillaume III d'Orange-Nassau, aussi roi d'Angleterre, d'Écosse et d'Irlande

Deuxième période sans stathouder
- 1722-1751, Guillaume IV d'Orange-Nassau
- 1751-1795, Guillaume V d'Orange-Nassau

Stadhoudérat général

### Stadhouders d'Overijssel
| Portrait | Nom                             | Durée d'exercice de la charge | Notes                                               | Armoiries |
| -------- | ------------------------------- | ----------------------------- | --------------------------------------------------- | --------- |
|          | Georges Schenck (1480-1540)     | 1521-1540                     | Seigneur de Tautenburg, chevalier de la Toison d'or |           |
|          | Maximilien d'Egmont (1509-1548) | 1540-1548                     | Comte de Buren, chevalier de la Toison d'or         |           |